# Racing Bulls
Visa Cash App Racing Bulls Formula One Team (prescurtat ca VCARB), cunoscută mai bine drept Racing Bulls, este o echipă și un constructor italian de curse auto ce participă în Campionatul Mondial de Formula 1 începând cu sezonul 2024. Este una dintre cele două echipe de Formula 1 deținute de conglomeratul austriac Red Bull GmbH, cealaltă fiind Red Bull Racing. Cunoscută sub numele de Scuderia AlphaTauri între sezoanele 2020 și 2023, echipa și-a căpătat denumirea actuală înaintea sezonului 2024. Piloții actuali sunt Liam Lawson și Yuki Tsunoda, după ce Daniel Ricciardo a fost dat afară în timpul sezonului. Șeful echipei este Laurent Mekies.

## Origini
Echipa își are rădăcinile în Minardi. Minardi a concurat în Formula 1 din 1985 până în 2005, înainte de a fi cumpărată de Red Bull în 2006 pentru a deveni echipa soră a Red Bull Racing. Din 2006 până în 2019, a concurat ca „Scuderia Toro Rosso” și a fost cunoscută pentru creșterea tinerelor talente din academia Red Bull, cum ar fi viitorul patru ori campion mondial Sebastian Vettel, actualul pilot de la Scuderia Ferrari Carlos Sainz Jr. și campionul mondial en-titre, Max Verstappen. În plus, Toro Rosso l-a semnat anterior pe actualul pilot Daniel Ricciardo ca parte din formația sa din 2012 și 2013.
Pentru Campionatul Mondial de Formula 1 din 2020, Toro Rosso a fost redenumită în „AlphaTauri” pentru a promova brandul de modă AlphaTauri al Red Bull. Potrivit lui Franz Tost și Helmut Marko, rebranding-ul anterior către Scuderia AlphaTauri a recunoscut, de asemenea, trecerea de la echipa de juniori a Red Bull Racing la echipa soră.
Echipa a suferit din nou a schimbare de nume, de această dată în „Visa Cash App RB Formula One Team” înaintea sezonului 2024. Ei vor folosi, de asemenea, acronimul „VCARB”.

## Istoric

### Sezonul 2024
RB a intrat în Campionatul Mondial de Formula 1 din 2024 cu piloții Daniel Ricciardo și Yuki Tsunoda. Echipa a utilizat unitățile de putere Honda RBPT, continuând parteneriatul cu Honda început încă din sezonul 2018, când echipa se numea pe atunci Scuderia Toro Rosso.
În Marele Premiu al Chinei din 2024, echipa a suferit un dublu abandon, cauzat de impactul lui Kevin Magnussen de la Haas cu Tsunoda și de lovirea spatelui lui Ricciardo de către Lance Stroll. Ambii piloți au suferit daune majore la difuzoarele lor, Ricciardo fiind nevoit să abandoneze câteva tururi mai târziu. Tsunoda a suferit daune terminale în partea dreaptă spate și s-a retras pe loc. Înainte de Marele Premiu al Statelor Unite, Ricciardo a părăsit echipa și a fost înlocuit de pilotul de rezervă Liam Lawson pentru restul sezonului. Lawson a fost apoi promovat la Red Bull Racing pentru a-l înlocui pe Sergio Pérez pentru 2025, locul său fiind luat de Isack Hadjar, pilot de Formula 2 și component al academiei Red Bull.

## Palmares
| Sezon | Piloți (curse)                                                   | Motor          | Șasiu    | Pneuri  | Puncte | Loc |
| ----- | ---------------------------------------------------------------- | -------------- | -------- | ------- | ------ | --- |
| 2024  | Yuki Tsunoda (toate) Daniel Ricciardo (1-18) Liam Lawson (19-24) | Honda RBPTH002 | VCARB 01 | Pirelli | 46     | 8   |